# Parasitslidskivling
Parasitslidskivling (Volvariella surrecta) är en svampart som först beskrevs av Knapp, och fick sitt nu gällande namn av Rolf Singer 1951. Parasitslidskivling ingår i släktet Volvariella och familjen Pluteaceae. Arten är reproducerande i Sverige. Inga underarter finns listade i Catalogue of Life.

## Källor

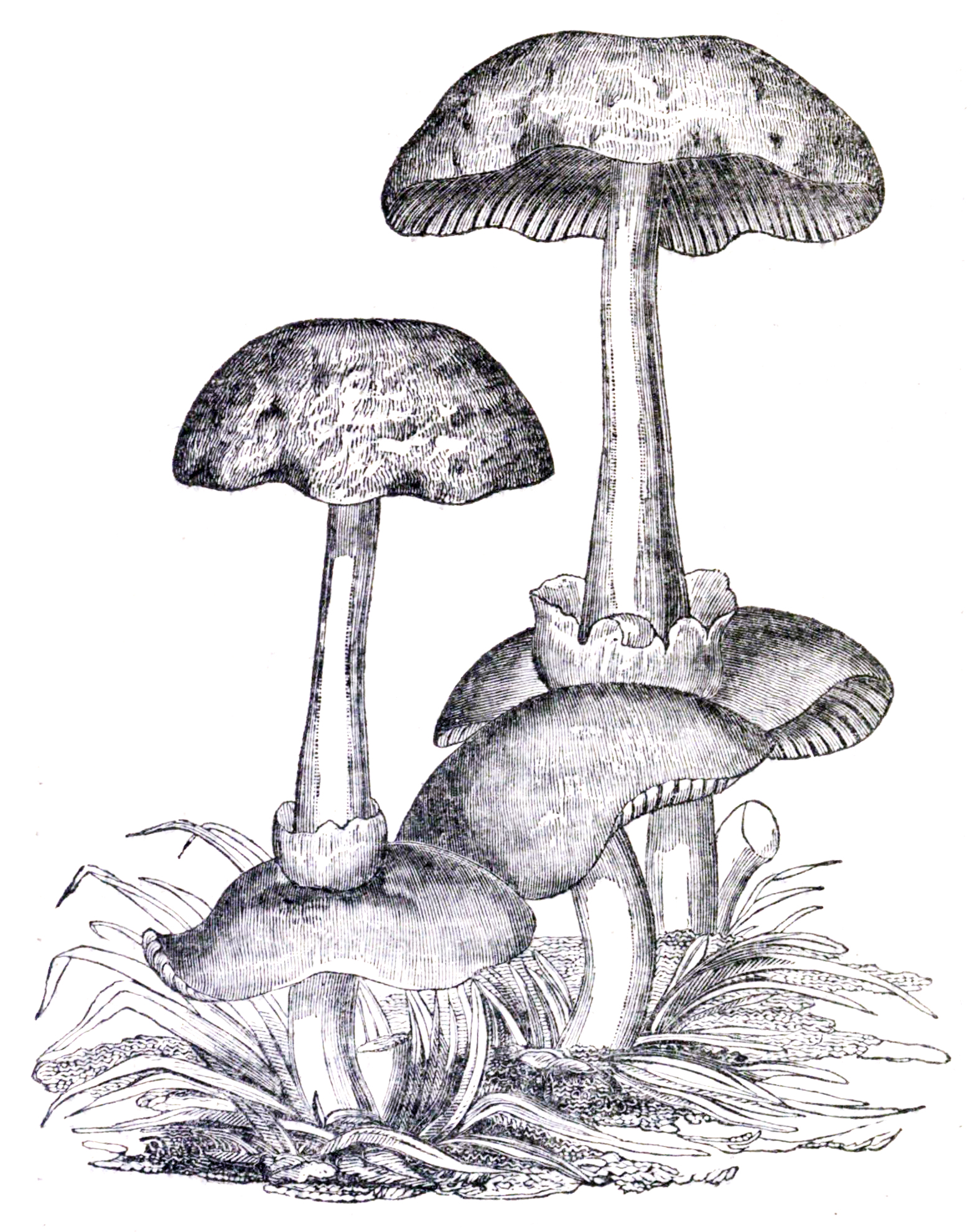
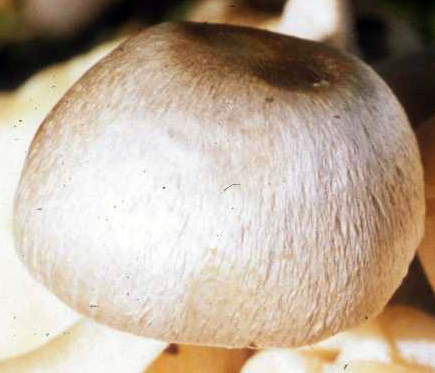
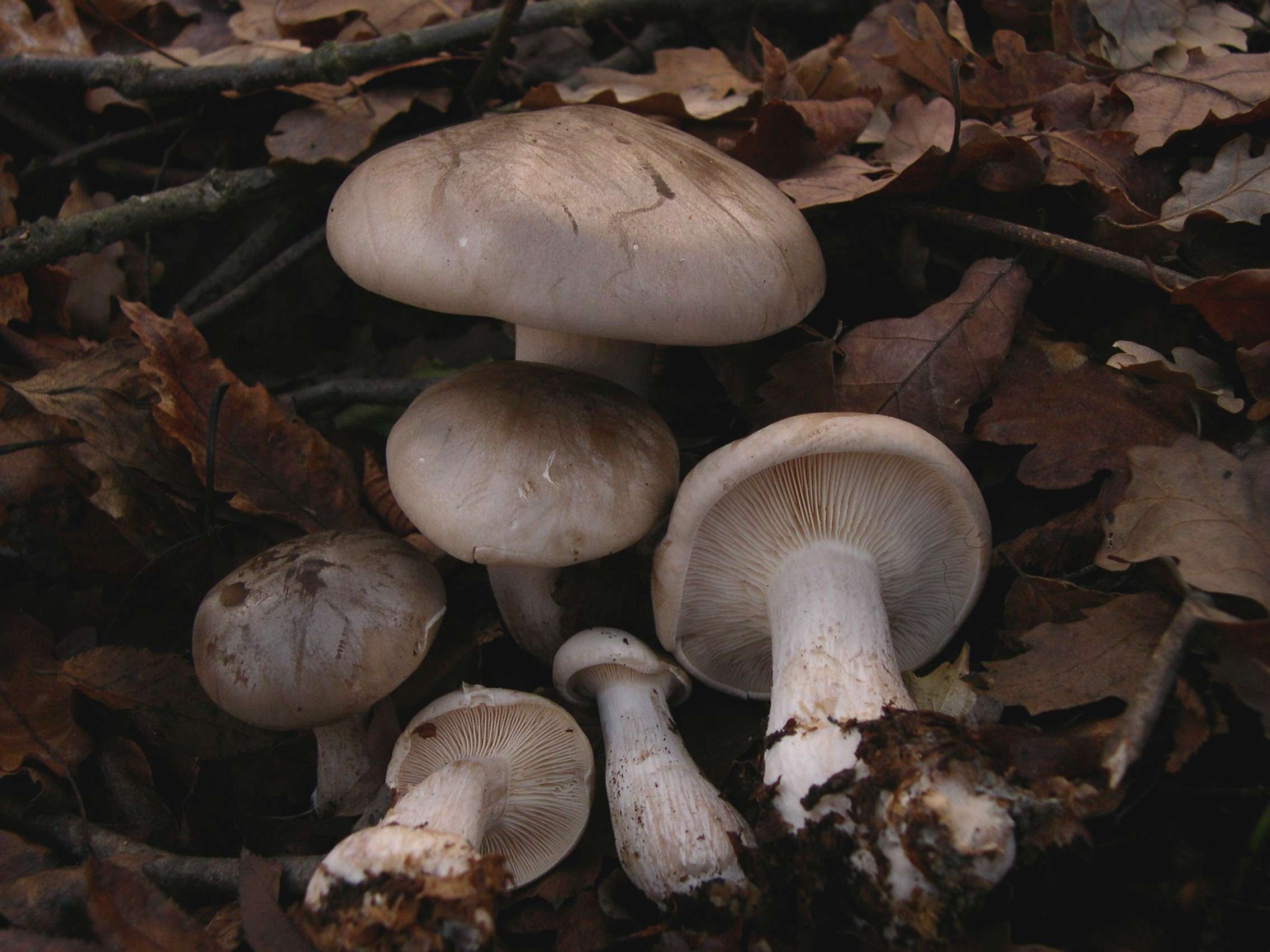